# Turma da Inbonha

Imagem original da Turma da Inbonha.

Turma da Inbonha é um meme criado em 8 de março de 2016. Ele retrata uma atividade para o ensino fundamental onde a criança deveria formar os nomes dos personagens da Turma da Mônica com sílabas recortadas, porém a atividade em questão estava completamente incorreta.

## Histórico
O meme surgiu em 8 de março de 2016, às 20:36hs, no grupo de Facebook Lana Del Ray Vevo (LDRV). Uma professora de Fortaleza preparou uma atividade para o ensino fundamental onde os alunos deveriam soletrar os nomes da Turma da Mônica encaixando as sílabas recortadas em pedaços de papel nos locais corretos. Sua filha, Amanda Madelliny, de 23 anos, tirou a foto após sua irmã de 4 anos, Alice, brincar com a atividade e errar todos os nomes. O meme foi replicado na Turma da Mônica Shitposting. Ele tornou-se popular no Facebook e Twitter, onde diversas modificações foram criadas. A página oficial da Turma da Mônica fez uma postagem sobre o assunto. O pico de popularidade do meme foi em setembro do mesmo ano. Amanda e Alice foram alvo de matérias em diversos lugares, como o BuzzFeed e o Encontro com Fátima Bernardes. Amanda passou a fabricar produtos da Turma da Inbonha por recomendação da Mauricio de Sousa Produções.

## Personagens
- Inbonha (Mônica)
- Casmôcãoca (Cebolinha)
- Cegali (Magali)
- Bili (Cascão)
- Madu (Bidu)[2]